# Reinhard Puch

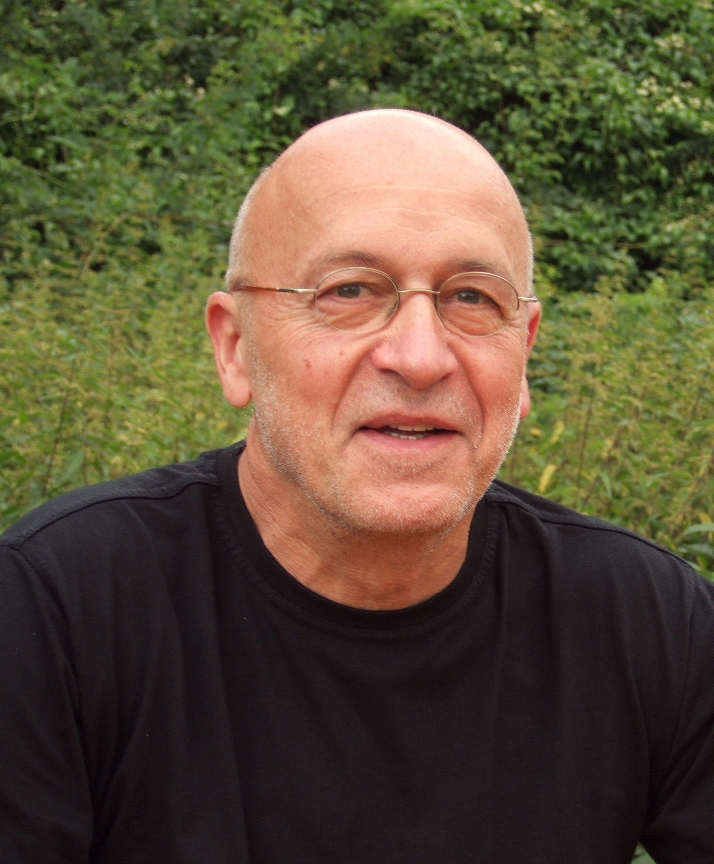
Reinhard Puch (2007)

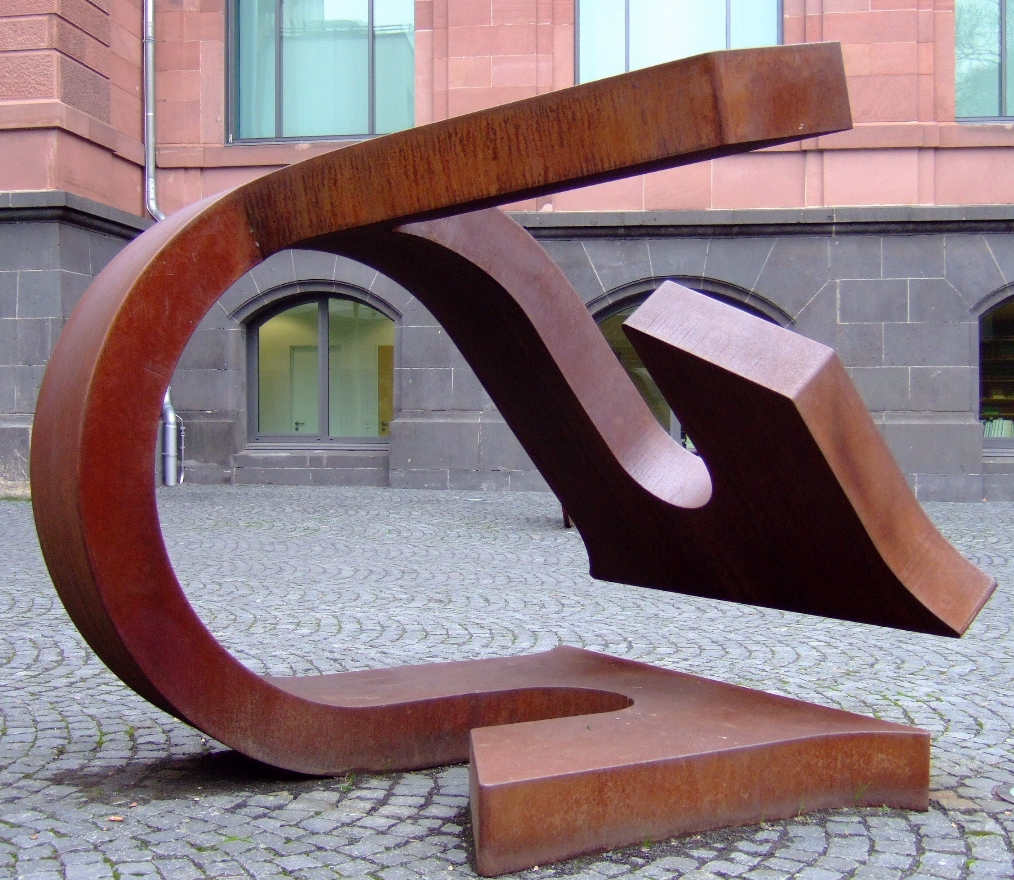
Äon (1999) – Rheinisches Landesmuseum Bonn (Foto: 2006)

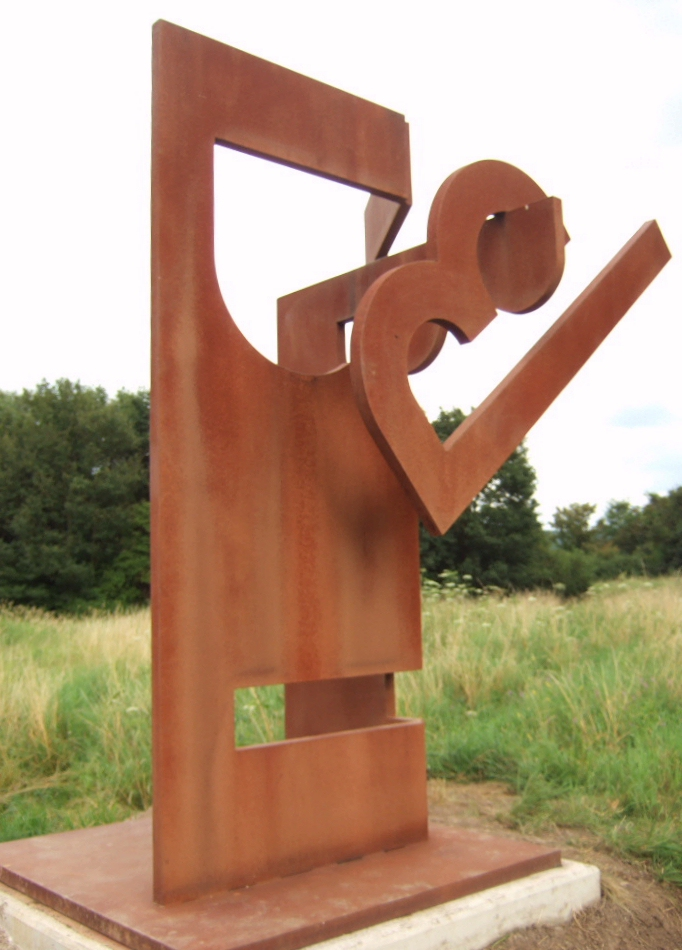
Akkord I (2005) – seit 2007 in Bonn auf dem Finkenberg (Foto: 2007)

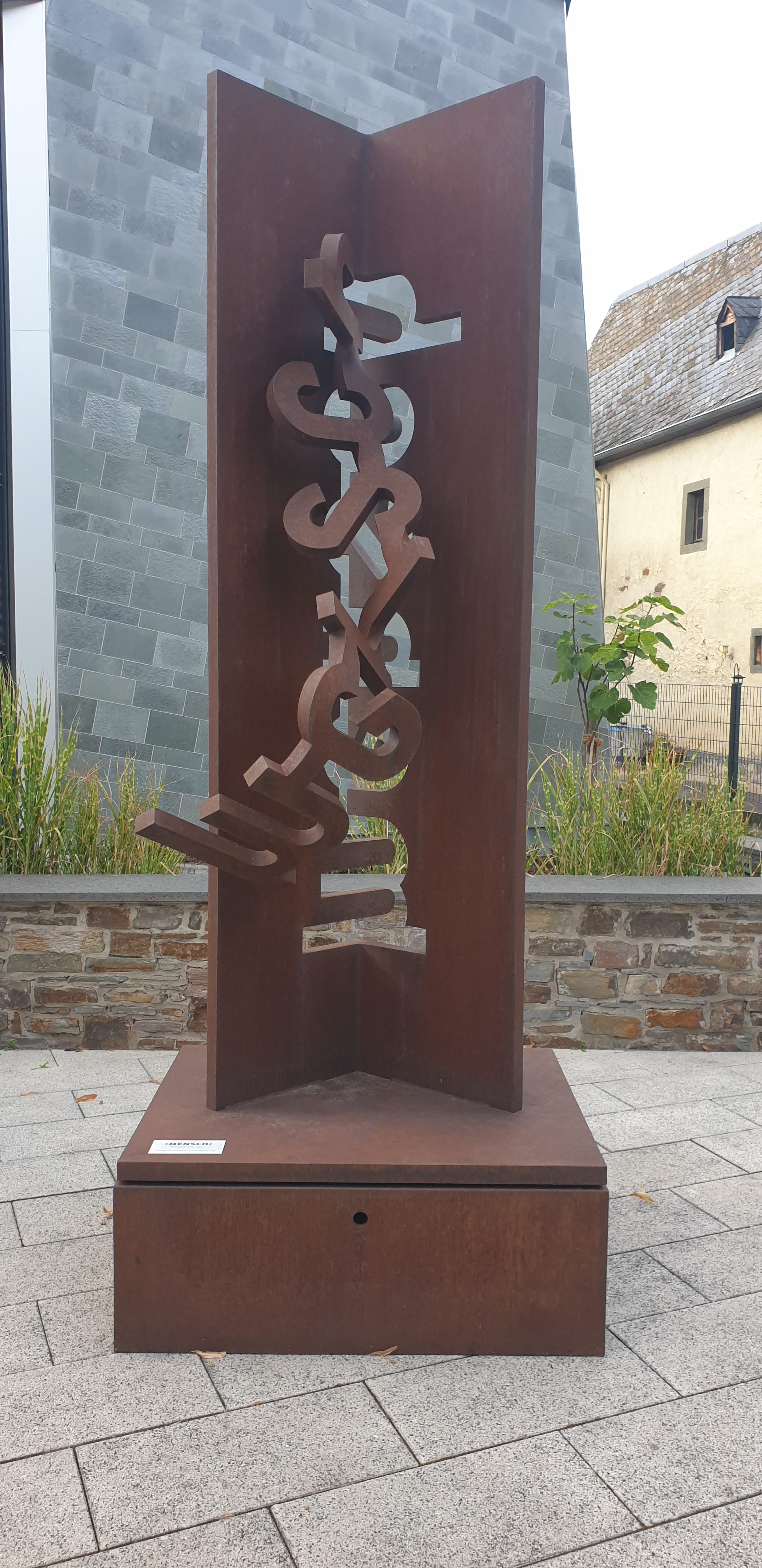
Mensch (2002) – in Winningen (Foto: 2022)

Reinhard Puch (* 1947 in Hörstel) ist ein deutscher Bildhauer.

## Leben
Reinhard Puch schloss 1970 sein Studium zum Schiffsbetriebsingenieur ab. Im selben Jahr begann er das Bildhauerstudium an der Werkkunstschule Köln. Von 1973 bis 1977 studierte er in der Meisterklasse für Bildhauer bei Professor Joannis Avramidis an der Akademie der bildenden Künste Wien.
Der Künstler lebt und arbeitet in Glees.

## Preise und Auszeichnungen (Auswahl)
- 1987 Förderstipendium der Stadt Bonn
- 1989 Kunstpreis des Rhein-Sieg-Kreises
- 1990 Kunstpreis der Stadt Bonn
- 1996 Joseph-und-Anna-Fassbender-Preis der Stadt Brühl für Handzeichner
- 2000 Eisenturm Kunstpreis, Mainz
- 2003 August-Macke-Medaille der Stadt Bonn

## Ausstellungen (Auswahl)
- 1986 Neue Darmstädter Sezession
- 1987 Bonn – Kunsthalle und Städtisches Kunstmuseum
- 1989 Oxford – Museum of Modern Art und Wuppertal Von der Heydt-Museum
- 1992 Paris – Decouvertes – Galerie Schilling
- 1993 Berlin – Akademie der Künste und Mannheim – Kunsthalle
- 1994 München – Haus der Kunst
- 1999 Grenchen (Schweiz) – Galerie Contempo
- 2000 Hannover – Expo 2000
- 2005 Karlsruhe – Art Karlsruhe Galerie Hanstein und Rheinisches Landesmuseum Bonn
- 2008 Bonn – „Poesie“ – „Genienaue“
- 2024/25 Siegburg – Reinhard Puch. Skulpturen und Bilder. Dimensionen – Stadtmuseum

## Werke im öffentlichen Raum
- Äon (1999) – Rheinisches Landesmuseum Bonn

(Gabriele Zubel-Zottmann, Skulpturen und Objekte im öffentlichen Raum der Bundeshauptstadt Bonn 1970–1991, phil. Diss. Bonn 2012, S. 257, 274)
- Akkord I (2005/2007) – Bonn auf dem Finkenberg